# Walford Davies
Sir Henry Walford Davies (Oswestry, 6 settembre 1869 – Wrington, 11 marzo 1941) è stato un compositore inglese.

## Biografia
Era il settimo dei nove figli di John Whitridge Davies e Susan Gregory, e il più giovane dei quattro figli sopravvissuti. Il suo secondo nome Walford era il nome da nubile della nonna materna; ha poi lasciato cadere il suo primo nome Henry, diventando noto come Walford Davies. John Davies Whitridge era una figura di primo piano nel panorama musicale locale: suonava il flauto e il violoncello e dirigeva il coro presso la Christ Church, dove suo fratello fu organista. Portava i suoi figli a fare musica insieme.
I fratelli di Walford, Charlie e Harold, erano organisti presso la Christ Church. Charlie morì giovane dopo essere emigrato in Australia. Harold emigrò anche lui in Australia, dove prese il primo dottorato musicale da una università australiana e, infine, ha raggiunto una notevole fama come Professore di Musica presso l'Università di Adelaide e divenne preside della Elder Conservatorium. Tom, il più anziano, entrò nel ministero.
Davies studiò sotto, ed è stato assistente di, Parratt per cinque anni prima di entrare nel Royal College of Music nel 1890, dove studiò sotto Hubert Parry e Charles Villiers Stanford. Davies ha anche studiato per un breve periodo presso l'Università di Cambridge.

## Carriera
Davies rimase presso il Royal College of Music come insegnante di contrappunto dal 1895, come suoi allievi vi erano Rutland Boughton e Leopold Stokowski. Nel 1918 è stato nominato il primo direttore della musica alla nuova Royal Air Force, che lo ha portato a scrivere la marcia, " RAF March Past ", ancora interpretata da molte bande musicali di oggi.
Nel 1919, Walford Davies divenne professore di musica a Aberystwyth. In seguito ha fatto molto per promuovere la musica gallese, diventando presidente del Consiglio nazionale di musica gallese. Dal 1927 fu organista presso la St George's Chapel at Windsor Castle. Uno dei suoi assistenti organisti era Malcolm Boyle.
Nel 1924, Davies divenne professore di musica al Gresham College di Londra. Dal 1920, fece una serie di lezioni registrate, che lo ha portato a lavorare per la BBC. Fece trasmissioni radiofoniche sulla musica classica con il titolo Music and the Ordinary Listener. Questi durarono dal 1926 fino allo scoppio della seconda guerra mondiale nel 1939, e Davies è diventato un personaggio radiofonico ben noto e popolare.

## Morte
Dopo la morte di Sir Edward Elgar nel 1934, è stato nominato Master of the King's Music. Morì nel 1941, all'età di 71 anni, a Wrington e le sue ceneri sono sepolte nel parco della Cattedrale di Bristol.

## Composizioni (elenco parziale)

### Orchestra
- A Dedication Overture (1893)
- Overture in G major (1893)
- Symphony in D major (1894)
- Overture, A Welshman in London (1899)
- Overture to Everyman, Op. 17 (1905)
- Suite, Holiday Tunes, Op. 21 (1907)
- Prelude, Solemn Melody for organ and orchestra (1908)
- Festal Overture, Op. 31 (1909)
- Symphony [No. 2] in G, Op. 32 (1911)
- Suite, Parthenia, Op. 34 (1911)
- Suite in C after Wordsworth, Op. 37 (1912)
- Conversations for piano and orchestra, Op. 43 (1914)
- Royal Air Force March Past  (1918, jointly with George Dyson)
- Memorial Melody (1919)
- A Memorial Suite, Op. 50 (1923)
- A Children's Symphony, for small orchestra, Op. 53 (1927)
- Memorial Melody in C (1936)
- Big Ben Looks On, orchestral fantasy (1937)

### Corale e vocale
- The Future, for chorus and orchestra (1889)
- Ode on the Morning of Christ's Nativity, cantata for soloists, chorus and orchestra (1891–92)
- Music: An Ode, for soprano, chorus and orchestra (1892–93)
- Herve Riel, for chorus and orchestra, Op. 2 (1894)
- Prospice, for baritone and string quartet, Op. 6 (1894)
- Days of Man, oratorio for chorus and orchestra (1897)
- Six Pastorals, for vocal quartet, string quartet and piano, Op. 15 (1897)
- God created man for incorruption, motet for soloists, double choir and orchestra, Op. 9 (1897-1905)
- Three Jovial Huntsmen, cantata for soloists, chorus and orchestra, Op. 11 (1902)
- The Temple, oratorio, Op. 14 (1902)
- Everyman, morality [cantata], Op. 17 (1904, revised 1934)
- Lift Up Your Hearts, sacred symphony for baritone, chorus and orchestra, Op. 20 (1906)
- Songs of a Day, for soloists, chorus and chamber orchestra, Op. 24a (1908)
- Songs of Nature, for soloists, chorus and small orchestra, Op. 24b (1908)
- The Long Journey, song-cycle for bass and orchestra, Op. 25 (1908–10)
- Grace to you, and peace, motet for chorus, strings, brass, timpani and organ, Op. 26 (1908)
- Ode on Time, for baritone, chorus and orchestra, Op. 27 (1908)
- Noble Numbers, cantata for soprano, contralto, tenor, baritone, bass, chorus and orchestra, Op. 28 (1909)
- Five Sayings of Jesus, for tenor, chorus and orchestra, Op. 35 (1911)
- Song of St. Francis, cantata for soprano, contralto, tenor, bass, chorus and orchestra, Op. 36 (1912)
- A Fantasy (from Dante's Divine Comedy), for tenor, chorus and orchestra, Op. 42 (1914)
- A Short Requiem, for choir and organ, Op. 44a (1915)
- Heaven's Gate, for mezzo-soprano, chorus and small orchestra, Op. 47 (1916)
- Men and Angels, for chorus and orchestra, Op. 51 (1925)
- High Heaven's King, for soprano, baritone, chorus and orchestra, Op. 52 (1926)
- Christ in the Universe, for tenor, bass, chorus, piano and orchestra, Op. 55 (1929)
- Te Deum, for double choir and orchestra, Op. 56 (1930)
- London Calling the Schools, for voice, piano, orchestra and announcer (1932)

### Musica da camera
- String Quartet No. 1 in D minor (1891–92)
- Piano Quartet No. 1 in E flat (1892)
- Piano Quartet No. 2 in D minor (1893)
- Violin Sonata No. 1 in E flat major (1893–95)
- Violin Sonata No. 2 in A major (1893–95)
- Violin Sonata No. 3 in E minor, Op. 5 (1894) [published as No.1]
- Piano Quartet No. 3 in C major (1895–96)
- String Quartet No. 2 in C minor (1895–97)
- Violin Sonata No. 4 in D minor, Op. 7 (1896) [published as No.2]
- Piano Trio in C major (1897)
- Violin Sonata No. 5 in F major (1899)
- Peter Pan, miniature suite for string quartet, Op. 30 (1909)
- Piano Quintet in G major, Op. 54 (1927, revised 1940)